# Boris Godunov (film 1986)
Boris Godunov è un film del 1986 diretto da Sergej Bondarčuk e incentrato sulla figura dello zar Boris Godunov (1598-1605), il suo erede Fëdor II (1605) e l'ascesa al potere di Falso Dimitri I. La sceneggiatura è basata sul dramma teatrale omonimo di A. S. Puškin (1825).